# Femme au bonnet
Femme au bonnet est un tableau réalisé par le peintre espagnol Pablo Picasso en 1901 à Paris, en France. Cette huile sur toile est le portrait en buste d'une jeune femme coiffée du bonnet blanc imposée aux prisonnières malades de la syphilis, et donc sans doute une prostituée. Don de Jacqueline Roque en 1985, l'œuvre fait partie des collections du musée Picasso, à Barcelone.